# Muthala, Hosanagara
Muthala là một làng thuộc tehsil Hosanagara, huyện Shimoga, bang Karnataka, Ấn Độ.